# Heterorhabdus proximus
Heterorhabdus proximus är en kräftdjursart som beskrevs av Davis 1949. Heterorhabdus proximus ingår i släktet Heterorhabdus och familjen Heterorhabdidae. Inga underarter finns listade i Catalogue of Life.